# Cosmic Explorer (обсерваторія гравітаційних хвиль)
Cosmic Explorer — запропонована наземна обсерваторія гравітаційних хвиль третього покоління. Cosmic Explorer має використовувати таку ж L-подібну конструкцію, що й детектори LIGO, однак його плечі матимуть в десять разів більшу довжину - 40 км. Це значно підвищить чутливість обсерваторії, дозволяючи спостерігати перші злиття чорних дір у Всесвіті, на відміну від LIGO, який не може виявляти події старші за 1,5 мільярди років. У 2019 році команда Cosmic Explorer опублікувала плани досліджень, які необхідно виконати протягом 2020-х років для будівництва обсерваторії. У 2021 році було опубліковано приблизний проєкт обсерваторії і представлено кошторис.